# Айрапетян, Манучар Николаевич
Мануча́р Никола́евич Айрапетя́н (арм. Մանուչար Հայրապետյան Նիկոլայի, азерб. Manuçar Nikolayeviç Ayrapetyan; 1906, Шушинский уезд — ?) — советский виноградарь, звеньевой Мартунинского виноградарского совхоза Министерства пищевой промышленности СССР в Мартунинском районе Нагорно-Карабахской автономной области Азербайджанской ССР, Герой Социалистического Труда (1951).

## Биография
Родился в 1906 году в селе Гюнейчартар Шушинского уезда Елизаветпольской губернии.
Участник Великой Отечественной войны.
С 1937 года — виноградарь Мартунинского виноградарского совхоза № 1 Нагорно-Карабахской автономной области Азербайджанской ССР. В 1950 году получил урожай винограда 185,3 центнера с гектара на площади 5,1 гектара поливных виноградников.
Указом Президиума Верховного Совета СССР от 3 сентября 1951 года за получение в 1950 году высоких урожаев винограда Айрапетяну Манучару Николаевичу присвоено звание Героя Социалистического Труда с вручением ордена Ленина и золотой медали «Серп и Молот».